# ريكو بلانكو
ريكو بلانكو هو مغني وكاتب أغاني فلبيني، ولد في 17 مارس 1973 في Ermita ‏ في الفلبين.

## وصلات خارجية
- ريكو بلانكو على موقع ميوزك برينز (الإنجليزية)
- ريكو بلانكو على موقع أول ميوزيك (الإنجليزية)
- ريكو بلانكو على موقع ديسكوغز (الإنجليزية)